# Victoria Stadium
Il Victoria Stadium è l'unico stadio di Gibilterra e si trova nei pressi dell'importante arteria Winston Churchill Avenue, a pochi metri dalla pista dell'aeroporto di Gibilterra e a circa 600 metri dal confine con la Spagna.
Nel 2017 la Federazione calcistica di Gibilterra ha acquistato l'impianto dal governo gibilterriano per 16 000 000 £ con lo scopo di ammodernarlo.
Lo stadio ospita tutte le partite del campionato gibilterriano e dal 2019 (a seguito di alcuni adeguamenti) anche quelle della nazionale gibilterriana, precedentemente costretta a giocare in casa allo stadio Algarve, in Portogallo. La prima partita ufficiale della nazionale gibilterriana di calcio si tenne al Victoria Stadium il 23 marzo 2019, durante le qualificazioni al campionato europeo di calcio 2020, contro la nazionale irlandese: Gibilterra perse per 1-0.